# Pestalotiopsis paeoniae
Pestalotiopsis paeoniae är en svampart som först beskrevs av Servazzi, och fick sitt nu gällande namn av Steyaert 1949. Pestalotiopsis paeoniae ingår i släktet Pestalotiopsis och familjen Amphisphaeriaceae.   Inga underarter finns listade i Catalogue of Life.